# 유엔 아이티 안정화 미션
유엔 아이티 안정화 미션(영어: United Nations Stabilisation Mission in Haiti, 프랑스어: Mission des Nations Unies pour la stabilisation en Haïti, UNSTAMIH, MINUSTAH)은 아이티에 전개하고 있는 평화 유지활동 (PKO)이다. 2004년 4월 30일 유엔 안전 보장 이사회 결의 1542호로 설립되었다. 아이티의 치안을 회복하고 선거를 포함한 민주적 정치 과정의 복구 지원, 난민 귀환을 비롯한 인권 옹호 활동을 임무로 한다.